# Kuzey Tunçelli
Kuzey Tunçelli, född 30 augusti 2007, är en turkisk simmare.

## Karriär
Vid juniorvärldsmästerskapen i simning 2023 tog Tunçelli guld på såväl 800 meter fritt som 1 500 meter fritt. Vid europamästerskapen i simsport 2024 tog han guld på 1 500 meter fritt.